# ビーア・カルロフ・ドーニア
ビーア・カルロフ・ドーニア（オランダ語：Pier Gerlofs Donia、約1480年キムスウェルト‐1520年10月28日スネーク）は、フリース人のウォーロード、おおよそ4000人からなる反乱軍「Zwarte Hoop：黒党」を指揮した自由戦士であり海賊である。巨躯で強かった為、Grutte Pier（巨大なビーア）とも呼ばれる。
ビーアと同時代の歴史家Petrus Thaboritaの記述に基づき、19世紀の歴史家Conrad Busken Huetは「Grutte Pier」において、「長い黒ひげと口ひげを生やし、肩幅が広い、色黒な、雄牛のように強い仲間たちの木。生まれながらにラフでユーモアのある人物を、不幸な出来事が野獣に変えてしまった。（1514年に）全ての財産が破壊され、家族たちも殺害されるという血まみれの理不尽に対する個人的な復讐から、彼は伝説的な自由戦士となった。」と記している。

## 生涯
元は農民の父と貴族の母の間に生まれた農民であった。ザクセン公ゲオルクが内乱（※1）を抑える為に置いた悪名高い傭兵隊「ランツクネヒトBlack Band」連隊により、1515年に妻を無残に殺害され村を焼かれたことから貴族や仲間たちと共に反乱軍を結成した。
街を完全に破壊し火を放ち、略奪を行い、住民を虐殺し、船上のオランダ人達を海に投げ落とし「オランダ人の十字架（Kruis der Hollanders）」と言われるほどに暴れまわったが、ハプスブルク家の攻勢は止まらなかった。1519年に体調不良を起こし、Wierd Jelckamaに部隊の指揮を引き継ぎ引退した。
1520年10月28日、ビーアはフリースラントのスネーク市Grootzand 12のベッドで亡くなった。マティーニ教会に埋葬され、その墓は教会の北側に存在する。息子のGerloffは子供を作らず亡くなったが、娘のWobbleは結婚し子孫を残している。

## 民話
フリース人からは英雄として扱われるが、ハプスブルク家側からは野蛮な侵略者として記述される。その剛力を表すエピソードとして、「親指と人差し指の間の硬貨を曲げた。約500㎏の馬を肩に乗せた。2.15メートル、6.6㎏の剣を持ち、一振りで複数の敵の頭を落とした。」などが残されている。ビーアの剣とされるものはレーワルデンのフリース博物館に、ビーアの兜と言われるものが、スネーク市の役所に存在する。

## ビーアを基にした作品や組織
- 1970年代にオランダ語で放送された映像作品en:Floris (TV series)
- 2012年にデモが公開されたゲームen:Cross of the Dutchman
- レーワルデンのラグビークラブの名前がビーアにあやかって「Greate Pier」RCである。[6]